# 1-я отдельная гвардейская мотострелковая бригада
1-я отдельная гвардейская мотострелковая Славянская ордена Республики бригада (1 омсбр, в/ч 08801, в/ч 41680) — тактическое соединение Сухопутных войск Российской Федерации, ранее Народной милиции самопровозглашённой Донецкой Народной Республики.

## История

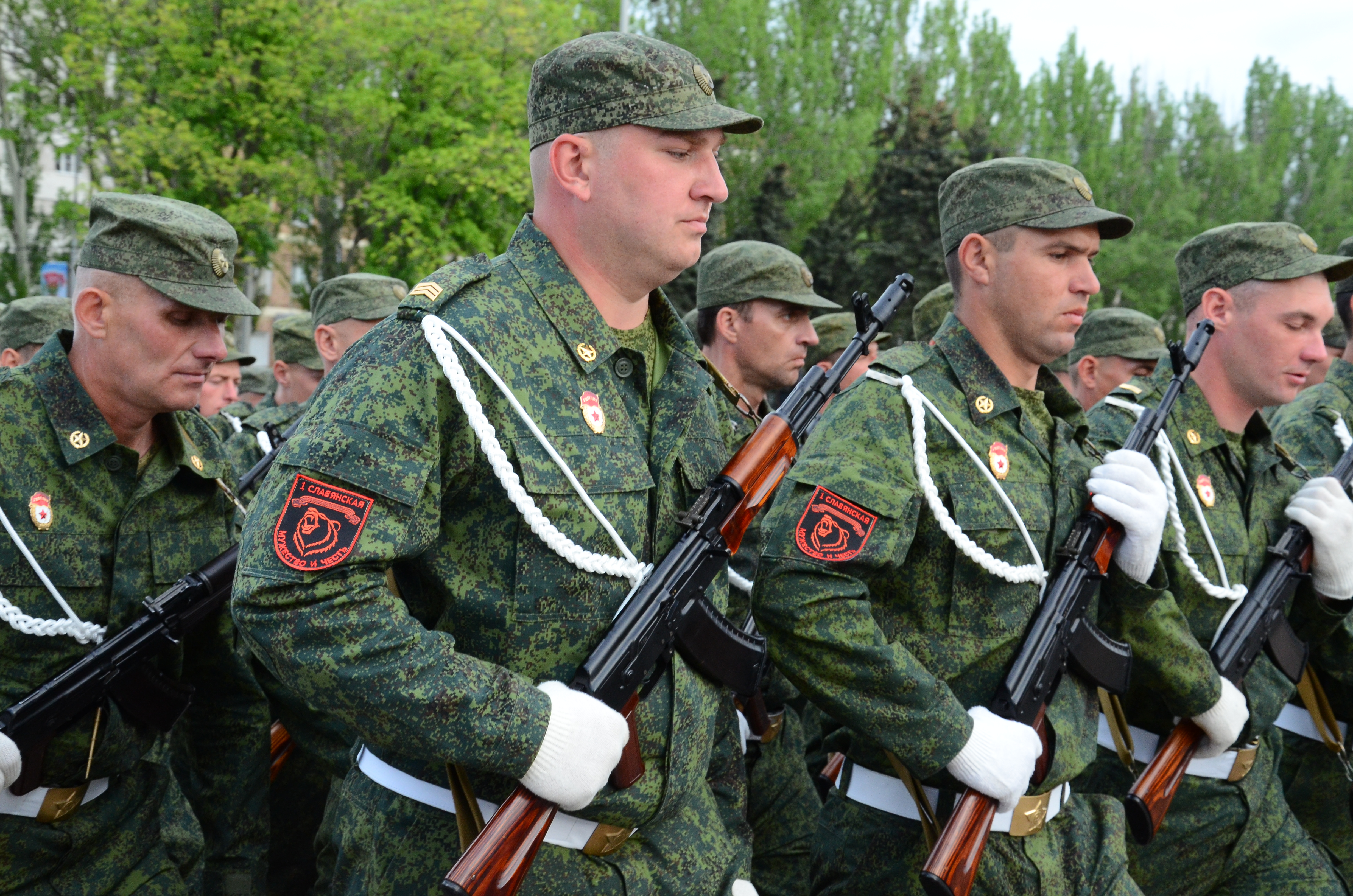
Солдаты 1-й Славянской бригады на параде в оккупированном Донецке в 2016 году

Создана в г. Торез в ноябре 2014 года на базе милиционного формирования, сформированного полевым командиром Игорем Гиркиным в г. Славянск и затем покинувшего его после окружения города украинской армией.
С 2015 года бригада занимала линию разграничения к югу от Донецка от Широкино до Тельманово. Боевое соединение отличалось тем, что в неё набирали только людей прошедших службу в вооружённых силах.
24 февраля 2022 года 1-я отдельная гвардейская мотострелковая Славянская бригада взяла населённые пункты Богдановка, Николаевка и Новогнатовка в Волновахском районе.
В конце 2022 года бригада захватила Опытное к западу от Донецка, после чего начала штурмовать Авдеевку, расположенную севернее. Авдеевку обороняли элементы украинских 53-й мехбригады и 36-й бригады морской пехоты и др., создавшие укрепрайон на юге от Авдеевки. Артподдержка оказывалась украинской 55-й артбригадой. Мобилизованные 1439-го полка и их родственники записали несколько видеообращений к Путину с просьбами не посылать их на штурм. В ходе штурма 1439-й полк понес значительные потери. После месяцев боёв Авдеевка была взята российской армией.
В 2023 году 1-я отдельная гвардейская мотострелковая Славянская бригада награждена Орденом Республики (ДНР).
По итогам боёв за Авдеевку 1-й отдельной мотострелковой бригаде объявлена благодарность Верховного главнокомандующего Вооружёнными силами в поздравительной телеграмме генерал-полковнику А. Н. Мордвичёву от 17 февраля 2024 года.
За два с половиной года войны бригаде удалось продвинуться вглубь обороны ВСУ в районе Авдеевки примерно на 20 километров. 
По данным журналистского расследования издания «Берег», с 2022 года подразделение отличается высокими потерями, а также большим количеством пропавших без вести. За это бригада получила прозвище «Бермудский треугольник».

## Вооружение
На начало марта 2023 в распоряжении бригады были танки Т-72, БМП-1 и гаубицы 2С1, пресса описывает технику как устаревшую. 

## Боевые потери
После понесенных потерь, во второй половине 2022 года Россия в ходе мобилизации сформировала 1439-й мотострелковый полк из мобилизованных из Новосибирской области, Красноярского края, республики Тыва, Иркутской области, республики Бурятия, ставший частью бригады. Мобилизованные прошли месяц обучения на территории НВВКУ. По прибытии в ДНР были отданы в оперативное подчинение и распределены в 86 ОСП, 87 ОСП (Народная милиция ДНР), батальоны 1-й бригады. Планировалось использовать 1439-й полк в качестве войск территориальной обороны. Однако в из-за желания местных командиров развить успех на авдеевском направлении в конце января мобилизованных из 1439-го полка начали направлять на штурмы. При этом отношение местных командиров (ДНР)  к мобилизованным россиянам было охарактеризовано как «пренебрежетельное». 
Мобилизованные и их родственники записали несколько видеообращений к Владимиру Путину с просьбами не посылать их на штурм и с утверждениями о недостаточной подготовке и нехватке боеприпасов. Армейское руководство конфисковало у мобилизованных мобильные телефоны, двое солдат были арестованы за «подстрекательство к мятежу». Губернаторы Красноярского края, Иркутской области доставили в полк гуманитарную помощь — автомобильной техникой, зимней одежды, генераторов и дронов. В ходе штурма Авдеевки 1439-й мотострелковый полк понес значительные потери, описываемые прессой как «сокрушительные»: почти все погибли.